# つぎの夜へ
「つぎの夜へ」（つぎのよるへ）は、日本のバンドゆらゆら帝国の6枚目のシングルである。2006年6月21日発売。発売元はソニー・ミュージックアソシエイテッドレコーズ。

## 概要
- 前作から3年7ヶ月ぶりとなるシングル。

## 収録曲
1. つぎの夜へ(7:47)
作詞：Sintaro Sakamoto、作曲・編曲：Yura Yura Teikoku
2. 順番には逆らえない(9:56)
作詞：Sintaro Sakamoto、作曲・編曲：Yura Yura Teikoku

## 収録アルバム

### つぎの夜へ
- リミックス『REMIX 2005-2008』（2008年7月2日）
※12"extended remix

### 順番には逆らえない
- リミックス『REMIX 2005-2008』（2008年7月2日）
※12"extended remix